# ABS-CBN News Channel
ABS-CBN News Channel (ANC) je filipínská kabelová zpravodajská televizní stanice. Byl spuštěn v roce 1996 jako první síť všech novinek v anglickém jazyce. Většina jeho programů vyrábí společnost ABS-CBN News. Stanice je vysílána ze studia ANC v 8 Rockwell Building, Rockwell Center v Makati a Studio 6 a Newsroom v ABS-CBN Broadcasting Center v Quezon City.